# Joaquim Álvaro Teles de Figueiredo

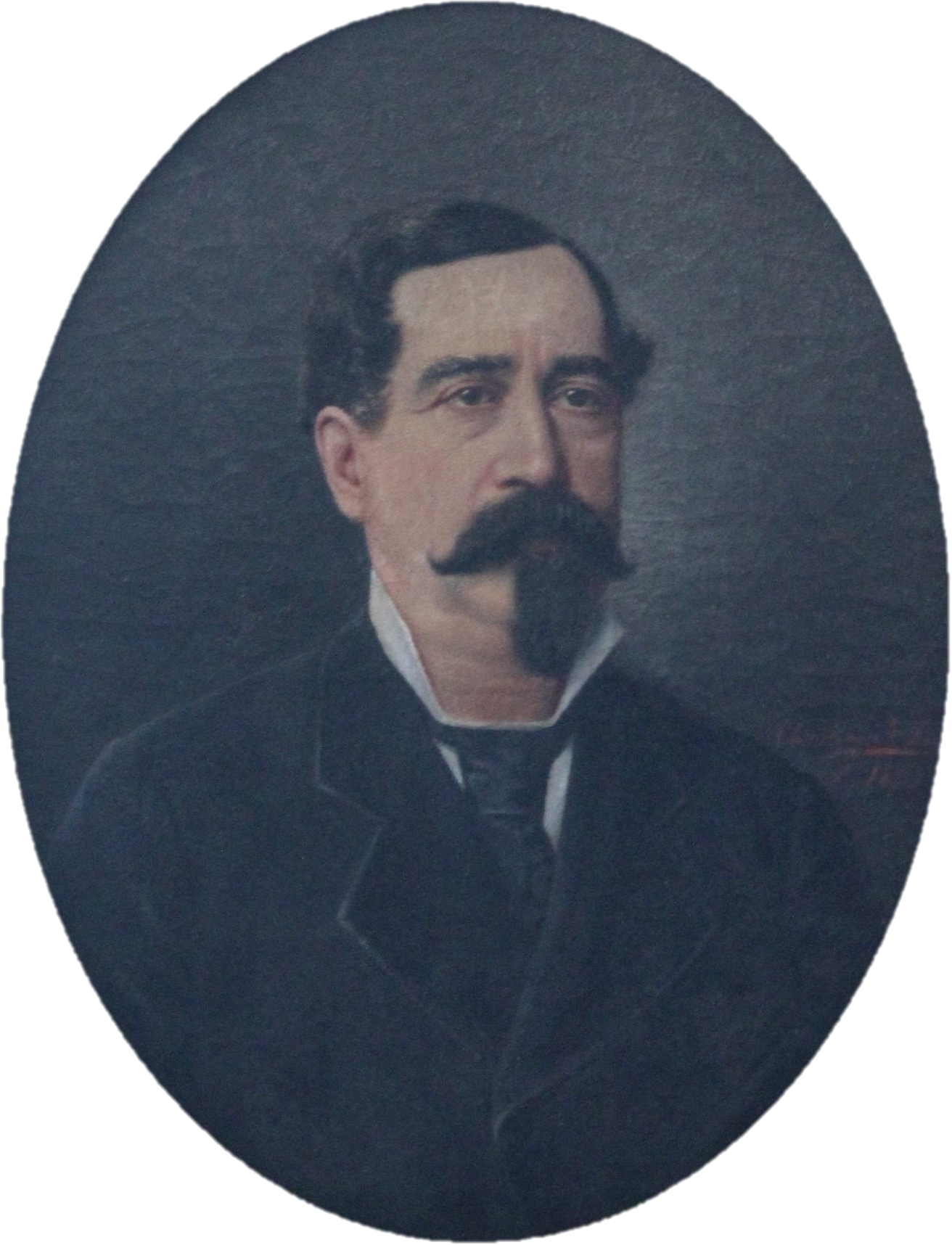
Retrato do Visconde de Aguieira, por Cristiano Vicente Leal

Joaquim Álvaro Teles de Figueiredo (16 de Abril de 1816 - 16 de Maio de 1895), 1.º Visconde de Aguieira, foi um político português.

## Família
Filho de José Agostinho de Figueiredo Pacheco Teles, de Aguieira, e de sua mulher Maria Luísa de Magalhães Henriques, de Arrancada.

## Biografia
Senhor da Casa de Aguieira. Era Bacharel formado em Direito pela Faculdade de Direito da Universidade de Coimbra e foi Administrador do Concelho de Águeda em 1862 e Presidente da sua Câmara Municipal. Teve grande prestígio e influência política na região de Águeda e chefiou o Partido Constituinte local. Foi eleito Deputado em 1878. Fidalgo Cavaleiro da Casa Real por Alvará de 4 de Outubro de 1863.
Por Decreto de 19 de Setembro e Carta de 5 de Dezembro de 1872 de D. Luís I de Portugal foi agraciado com o título de 1.º Visconde de Aguieira. Usava o seguinte Brasão de Armas: esquartelado, o 1.º de Figueiredo, o 2.º Teles da Silva, o 3.º Pacheco e o 4.º Moreira; timbre: de Figueiredo; Coroa de Visconde.

## Casamentos
Casou primeira vez com sua prima Maria Mascarenhas Bandeira Teles de Mancelos Pacheco (Vinhais, Sobreiró de Baixo, 31 de Agosto de 1838 - Águeda, Casa da Aguieira, 7 de Novembro de 1851), sem geração.
Casou segunda vez a 29 de Abril de 1868 com Maria Inês Caldeira Pinto Geraldes de Bourbon (22 de Dezembro de 1842 - ?), filha do 1.º Visconde da Borralha, sem geração.